# Progomphus tennesseni
Progomphus tennesseni är en trollsländeart som beskrevs av Daigle 1996. Progomphus tennesseni ingår i släktet Progomphus och familjen flodtrollsländor. IUCN kategoriserar arten globalt som starkt hotad. Inga underarter finns listade i Catalogue of Life.